# Plectris pexa
Plectris pexa är en skalbaggsart som beskrevs av Ernst Friedrich Germar 1824. Plectris pexa ingår i släktet Plectris och familjen Melolonthidae. Inga underarter finns listade i Catalogue of Life.